# وزة
الوزة هو نوع من الألات الموسيقية الهوائية يتم العزف بها في الموسيقى السودانية. الوزة عبارة عن أداة طويلة مصنوعة من قرون البقر.